# 地鼠州級起重機船
地鼠州級起重機船是一級服役於美國海軍的起重機船，該船的取名是明尼蘇達州的綽號。

## 發展
地鼠州級原為由巴斯鋼鐵廠為美國出口-伊斯布蘭特森公司建造的海巫級貨櫃船，然而該公司隨後於1978年被法雷爾航運公司收購，剩餘的船隻在日後交還美國海事局管理，並於1986至1987年陸續改裝成起重機船。
目前，因為艦船年齡都已較大，地鼠州號和玉米收割人之州號目前隸屬於紐波特紐斯維吉尼亞州紐波特紐斯的戰備後備部隊，並能在需要使用時，於五天內重新整理並入役。而地松鼠之州號則位於加利福尼亞州阿拉米達的國民守備預備艦隊，作為前兩者的備用零件。

## 同級艦
| 艦名             | 弦號    | 造船廠     | 下水時間   | 服役時間(貨櫃船） | 退役時間(貨櫃船） | 服役時間（起重機船） | 退役時間   | 現況               |
| ---------------- | ------- | ---------- | ---------- | ----------------- | ----------------- | -------------------- | ---------- | ------------------ |
| 地鼠州號         | T-ACS-4 | 巴斯鋼鐵廠 | 1972-07-08 | 1973-01-22        | 1986              | 1987-10-12           | 尚未       | 編制於戰備後備部隊 |
| 地松鼠之州號     | T-ACS-5 | 巴斯鋼鐵廠 | 1968-05-11 | 1969-02-21        | 1986              | 1988-02-09           | 約莫2021年 | 作為零件船         |
| 玉米收割人之州號 | T-ACS-6 | 巴斯鋼鐵廠 | 1968-05-11 | 1969-02-21        | 1986              | 1988-02-09           | 尚未       | 編制於戰備後備部隊 |

## 補充
1. ↑  該船原本被美國海事局（英语：United States Maritime Administration）命名為C5-S-73b（英语：Type C5 ship）
2. ↑  Gopher State是明尼蘇達州的暱稱
3. ↑  Flickertail State是北達科他州的暱稱
4. ↑  Cornhusker State是內布拉斯加州的暱稱

- 拱心石州級起重機船

## 外部連結
- Shipbuilding History page with information on Bath Iron Works hulls
- NavSource Gopher State (T-ACS-4) （页面存档备份，存于）
- NavSource Flickertail State (T-ACS-5) （页面存档备份，存于）
- NavSource Cornhusker State (T-ACS-6) （页面存档备份，存于）
- Outboard Profiles of Maritime Administration  Vessels, The C5-Designs and his Conversions （页面存档备份，存于）